# Josep Quer Agustí
Josep Quer Agustí (Vilafant, 1943) és un contrabaixista empordanès.
Titulat amb el Diploma Superior de Violí, el de Trombó de Vares i va formar part de l'Orquestra Maravella, de l'Orquestra Simfònica d'Euskadi i de l'Orquestra Simfònica del Gran Teatre del Liceu de Barcelona. Fou membre actiu del Double Bass Master a Reading (Gran Bretanya) i va impartir classes magistrals a la "Longy School", a Cambridge, MA. Fundador i primer director de l'Orquestra La Principal de Vilafant l'any 2000. Ha ofert recitals amb l'organista japonesa Izumi Kando.També va participar com a solista en la banda sonora de la pel·lícula Babaouo de Manuel Cussó Ferrer, amb guió de l'artista Salvador Dalí i música original de Manel Camp. Ha enregistrat quatre discs compactes: El Bruixot del contrabaix dedicat al compositor Josep Cervera i Bret, Contrabaix nostre, El Duende, un homenatge al compositor Pere Valls i Duran i Sardanes obligades de contrabaix. De Pujals dels pagesos a Brussel·les, publicat l'any 2018, amb el pianista Santi Escura i la flautista Aina Perich.
En l'àmbit internacional, en el decurs del 2007 i del 2008 va actuar diverses vegades als Estats Units, i el 3 de juny de 2009 va repetir, convidat per la Societat Internacional de Baixistes, per interpretar un programa de música catalana i espanyola per a contrabaix que va incloure una obra de Salvador Brotons estrenada expressament en ocasió de la trobada internacional, que va tenir lloc a la Universitat de Pennsilvània. També als Estats Units va fer uns quants concerts conjuntament amb la "Nashua Chamber Orchestra", el famós pianista George López i un quintet de corda, i, després de l'activitat esmentada a Pennsilvània, va treballar, encara l'any 2009, a Nashua i a Melrose amb orquestres simfòniques.
L'any 2010 va actuar a Hawai; el setembre a Figueres, dins el marc d'un homenatge al compositor Jaume Cristau; l'octubre a Barcelona, dins l'homenatge al mestre Ferran Sala, i el desembre tornà als Estats Units per actuar amb la "Melrose Symphony Orchestra". De nou als Estats Units, a la primavera i a l'hivern del 2011 va actuar a Nou Hampshire, Massachusetts (Nashua, Boston, Milford) i Califòrnia (San Francisco), amb orquestres de cambra, com a solista i amb piano (com, per exemple, al "Sheba Piano Lounge" de San Francisco, on va interpretar música dels grans cançoners nord-americans dels anys quaranta i cinquanta). L'any 2012 va ser convidat a la trobada internacional de la "Bass 2012 Copenhagen Convention", i aquest mateix any també va enregistrar (amb Santi Escura al piano i Toni Gadea a la percussió; tots tres formen "El Contrabaix Viatger") el CD Lupus vincetur, per recaptar fons contra la malaltia del lupus.
El 13 de juny de 2013 va interpretar Duetto for viola and double bass de Karl Ditters von Dittersdorf, amb David Felner a la viola, a la "Nashua Chamber Orchestra Gala", a Milford. L'any 2014 va treballar en diferents concerts: a la Universitat de Nashua, amb orquestra de cambra; a l'Auditori Narcís Monturiol de Figueres, amb el trio "El Contrabaix Viatger"; a la Biblioteca Fages de Climent de Figueres, amb el trio "El Contrabaix Viatger" i una conferència sobre la història de l'instrument; a la mateixa Biblioteca Fages de Climent, coincidint amb la presentació del llibre Rèquiem per a contrabaix, de Mercè Saurina; al Teatre de la Catequística de Figueres, amb un concert sobre música de Manuel de Falla per a contrabaix, i a l'església romànica de Maià de Montcal, amb un concert en homenatge a Ernest Lluch.
L'any 2015 va actuar al Teatre de la Catequística de Figueres, amb Santi Escura al piano, i als "Vespres Musicals de Vilafant"", amb Josep Maria Surrell al piano. També va tornar a tocar als Estats Units: a la Universitat de Lowel, a la Universitat de Portland i, dues vegades, a Nashua, amb Concerto for double bass and orchestra de Dittersdorf. Col·labora amb l'escola de música del Casino Menestral Figuerenc i amb l'orquestra simfònica de Canet de Rosselló. També ha col·laborat amb el conservatori de música de la capital txeca. Pròximament preveu recitals amb la cantant israeliana Rosalie Gerut.

## Discografia
- Profiteroles musicals (2023)
- Sardanes obligades de contrabaix. De Pujals dels pagesos a Brussel·les (2018)
- El duende: Homenatge a Pere Valls, Josep Quer (contrabaixista). David Malet (piano). Monogràfic amb Suite Andaluza PICAP (2001).
- El Bruixot del contrabaix (1996)
- Contrabaix nostre (1993) amb David Malet